# 3. NL – Jug
Treća nogometna liga – Jug (poznata i kao 3. HNL – Jug) 4. je rang hrvatskog klupskog nogometa. U sezoni 2021./22. uključuje 16 klubova iz 4 južne Hrvatske županije (Dubrovačko-neretvanska, Splitsko-dalmatinska, Šibensko-kninska i Zadarska). Igra se 30 kola dvokružnim sustavom.

## Dosadašnji prvaci
| sezona       | skupina      | klubova      | pobjednik                | napomene                                                                         |
| 3. HNL – Jug | 3. HNL – Jug | 3. HNL – Jug | 3. HNL – Jug             | 3. HNL – Jug                                                                     |
| ------------ | ------------ | ------------ | ------------------------ | -------------------------------------------------------------------------------- |
| 1998./99.    |              | 18           | Mosor Žrnovnica          |                                                                                  |
| 1999./00.    |              | 16           | Hrvatski vitez Posedarje |                                                                                  |
| 2000./01.    |              | 15           | GOŠK Dubrovnik           |                                                                                  |
| 2001./02.    |              | 16           | Primorac Stobreč         |                                                                                  |
| 2002./03.    |              | 15 (16)      | Mosor Žrnovnica          |                                                                                  |
| 2003./04.    |              | 16           | Mosor Žrnovnica          |                                                                                  |
| 2004./05.    |              | 18           | Konavljanin Čilipi       |                                                                                  |
| 2005./06.    |              | 18           | GOŠK Dubrovnik           |                                                                                  |
| 2006./07.    |              | 18           | Trogir                   |                                                                                  |
| 2007./08.    |              | 18           | Hrvace                   |                                                                                  |
| 2008./09.    |              | 18           | Split                    |                                                                                  |
| 2009./10.    |              | 17 (18)      | Dugopolje                |                                                                                  |
| 2010./11.    |              | 18           | Raštane (Gornje Raštane) |                                                                                  |
| 2011./12.    |              | 18           | Raštane (Gornje Raštane) |                                                                                  |
| 2012./13.    |              | 16           | Val Kaštel Stari         |                                                                                  |
| 2013./14.    |              | 18           | Imotski                  |                                                                                  |
| 2014./15.    |              | 18           | Šibenik                  |                                                                                  |
| 2015./16.    |              | 18           | Solin                    |                                                                                  |
| 2016./17.    |              | 18           | Hajduk II Split          |                                                                                  |
| 2017./18.    |              | 16           | Croatia Zmijavci         |                                                                                  |
| 2018./19.    |              | 16           | Junak Sinj               |                                                                                  |
| 2019./20.    |              | 16           | Junak Sinj               | prvenstvo prekinuto nakon 18. kola zbog pandemije COVID-19 u svijetu i Hrvatskoj |
| 2020./21.    |              | 17           | Neretvanac Opuzen        |                                                                                  |
| 2021./22.    |              | 18           | Jadran Luka Ploče        |                                                                                  |
| 3. NL – Jug  |              |              |                          |                                                                                  |
| 2022./23.    |              | 16           | Zagora Unešić            | Kvalifikacije za 2. NL igrao je Zadar                                            |
| 2023./24.    |              | 16           | Zadar                    |                                                                                  |
| 2024./25.    |              | 16           | Uskok Klis               |                                                                                  |

## Vanjske poveznice
- 3. HNL Jug
- 3. NL Jug
- facebook.com, 3. HNL Jug
- hr-nogomet.hr, 3. Nogometna Liga / 3. NL Jug  Arhivirana inačica izvorne stranice od 3. lipnja 2023. (Wayback Machine)
- bsk-zmaj.hr, 3. HNL Jug  Arhivirana inačica izvorne stranice od 22. travnja 2017. (Wayback Machine)
- scoresway.com, 3. HNL  Arhivirana inačica izvorne stranice od 5. svibnja 2017. (Wayback Machine)
- rsssf.com, Croatia – List of Champions, s poveznicama na sezone
- sportnet.hr, 3. HNL  Arhivirana inačica izvorne stranice od 22. travnja 2017. (Wayback Machine)